# Nadezjda Olizarenko
Nadezjda Fjodorovna Olizarenko-Muschta (Russisch: Надежда Фёдоровна Олизаренко-Мушта) (Brjansk, 28 november 1953 – Odessa, 17 februari 2017) was een Sovjet-middellangeafstandsloopster, gespecialiseerd in de 800 m. Ze werd op deze afstand olympisch kampioene en verbeterde het wereldrecord.

## Loopbaan
Op de Olympische Spelen van 1980 in Moskou nam Olizarenko deel aan zowel de 800 als de 1500 m. Op de 800 m veroverde ze de gouden medaille door in een tijd van 1.53,43 haar landgenotes Olga Minejeva (zilver) en Tatjana Providochina (brons) te verslaan. Op de 1500 m moest ze met een tijd van 3.59,52 genoegen nemen met het brons achter haar landgenote Tatjana Kazankina (goud) en de Oost-Duitse Christiane Wartenberg (zilver).
Nadezjda Olizarenko verbeterde op 5 augustus 1984 met haar teamgenotes Ljoedmila Borisova, Ljoebov Goerina en Irina Podjalovskaja bovendien het wereldrecord op de zelden gelopen 4 x 800 m estafette tot 7.50,17. Haar persoonlijk record op de 800 m uit 1980 gold enige jaren als wereldrecordtijd, totdat het in 1983 werd verbeterd door de Tsjechische Jarmila Kratochvílová. Het record op de 4 x 800 m staat nog steeds (peildatum oktober 2021).
Op 17 februari 2017 overleed Nadezjda Olizarenko aan de gevolgen van ALS, de spierziekte die bij haar in 2015 werd gediagnosticeerd.

## Titels
- Olympisch kampioene 800 m - 1980
- Europees kampioene 800 m - 1986
- Sovjet-kampioene 800 m - 1988
- Sovjet-indoorkampioene 800 m - 1985

## Persoonlijke records
Outdoor
| Onderdeel | Prestatie           | Datum        | Plaats |
| --------- | ------------------- | ------------ | ------ |
| 800 m     | 1.53,43 (ex-WR; NR) | 27 juli 1980 | Moskou |
| 1500 m    | 3.56,80 (NR)        | 6 juli 1980  | Moskou |

Indoor
| Onderdeel | Prestatie | Datum            | Plaats |
| --------- | --------- | ---------------- | ------ |
| 600 m     | 1.25,68   | 25 februari 1989 | Moskou |

## Palmares

### 800 m
- 1980:  OS - 1.53,43
- 1984:  Vriendschapsspelen - 1.58,10
- 1985:  Sovjet-indoorkamp. - 2.02,21
- 1985:  EK indoor - 2.00,90
- 1985:  Europacup - 1.56,63
- 1985:  Wereldbeker - 2.02,17
- 1986:  EK - 1.57,15
- 1987: 7e WK - 2.00,28
- 1988:  Sovjet-kamp. - 1.56,03
- 1988: 8e in ½ fin. OS - 2.05,27 (2.01,81 in series)

### 1500 m
- 1980:  OS - 3.59,52

1928: Lina Radke ·
1960: Ljoedmila Sjevtsova ·
1964: Ann Packer ·
1968: Madeline Manning ·
1972: Hildegard Falck ·
1976: Tatjana Kazankina ·
1980: Nadezjda Olizarenko ·
1984: Doina Melinte ·
1988: Sigrun Wodars ·
1992: Ellen van Langen ·
1996: Svetlana Masterkova ·
2000: Maria Mutola ·
2004: Kelly Holmes ·
2008: Pamela Jelimo ·
2012: Caster Semenya ·
2016: Caster Semenya ·
2020: Athing Mu ·
2024: Keely Hodgkinson